# Gornji Islamovac
Gornji Islamovac är en ort i Bosnien och Hercegovina.   Den ligger i distriktet Brčko, i den nordöstra delen av landet, 100 km norr om huvudstaden Sarajevo. Gornji Islamovac ligger 256 meter över havet och antalet invånare är 105.
Terrängen runt Gornji Islamovac är kuperad åt sydväst, men åt nordost är den platt. Närmaste större samhälle är Brčko, 19,2 km nordost om Gornji Islamovac. 
Omgivningarna runt Gornji Islamovac är en mosaik av jordbruksmark och naturlig växtlighet. Runt Gornji Islamovac är det ganska tätbefolkat, med 67 invånare per kvadratkilometer.